# Jørgen Peder Laurids Jørgensen
Jørgen Peter Laurits Jørgensen (* 19. Mai 1888 in Kornerup, Lejre, Seeland; † 15. Dezember 1974 in Roskilde, Seeland) war ein dänischer Politiker der Radikalen Linken (Radikale Venstre), der unter anderem zwischen 1929 und 1960 Mitglied des Folketing sowie von 1935 bis 1942 und erneut zwischen 1957 und 1961 Bildungsminister war. Er fungierte zudem von 1942 bis 1945 als Innenminister.

## Leben
Jørgen Peter Laurits Jørgensen, Sohn des Bauern Niels Jørgensen, besuchte nach der Volksschule von 1906 bis 1907 die Volkshochschule (Folkehøjskole) in Vallekilde sowie zwischen 1910 und 1911 die Landwirtschaftsschule (Landboskole) in Tune. Nach kurzen Studienaufenthalten in der Landwirtschaft in Schottland und Deutschland absolvierte er eine landwirtschaftliche Ausbildung und bewirtschaftete zwischen 1923 und 1953 den gepachteten Familienhof „Bispegården“ in der Nähe von Lejre. Zu dieser Zeit begann er sein politisches Engagement für die Radikale Linke (Radikale Venstre) in der Kommunalpolitik und war zwischen 1921 und 1928 Vorsitzender des Gemeinderats von Osted-Allerslev und von 1925 bis 1928 Vorsitzender der Vereinigung der Gemeinderäte in Roskilde Amt. Danach war er zwischen 1928 und 1938 Mitglied des Rates von Roskilde Amt. 
Bei der Folketingswahl am 24. April 1929 wurde Jørgensen für die Radikale Venstre im Wahlkreis „Frederiksborg Amtskreds“ erstmals zum Mitglied des Parlaments (Folketing) gewählt, der Zweiten Kammer des Reichstages (Rigsdag), und vertrat diesen Wahlkreis bis zum 21. Oktober 1935. Während dieser Zeit war er von 1934 bis 1935 zum ersten Mal Vorsitzender der Fraktion der Radikalen Linken im Reichstag sowie zeitgleich Vorsitzender des Getreideausschusses. Bei der Folketingswahl am 22. Oktober 1935 wurde er für die Radikale Linke im Wahlkreis „Københavns Amtskreds“ wieder zum Mitglied des Folketing gewählt und gehörte diesem nunmehr bis zum 14. November 1960 an.
Am 4. November 1935 wurde Jørgen Jørgensen als Bildungsminister (Undervisningsminister) in die Regierung Stauning III berufen und bekleidete dieses Ministeramt auch in der Regierung Stauning IV (15. September 1939 bis 10. April 1940), der Regierung Stauning V (10. April bis 8. Juli 1940), der Regierung Stauning VI (8. Juli 1940 bis zum 4. Mai 1942) und in der Regierung Buhl I (4. Mai bis 9. November 1942). Nachdem die erste Regierung Buhl auf Druck der deutschen Besatzungsmacht aufgelöst worden war, übernahm er am 9. November 1942 in der Regierung Scavenius den Posten des Innenministers (Indenrigsminister). Offiziell blieb diese Regierung bis zum 5. Mai 1945 im Amt, tatsächlich regierte sie jedoch ab dem 29. August 1943 nicht mehr, so dass während dieser Zeit Departementschef Justus Lannes Saurbrey kommissarischer Innenminister war. Er war außerdem vom 29. August 1943 bis Mai 1945 Mitglied des Kooperationsausschusses der parlamentarischen Parteien.
Nach Kriegsende war Jørgensen zwischen dem 9. Mai und dem 21. November 1945 Mitglied des Präsidiums des Folketing und war zudem von 1945 bis 1953 erneut Vorsitzender der Fraktion der Radikalen Linken im Reichstag sowie zwischen dem 25. November 1947 und dem 28. Mai 1957 abermals Mitglied des Präsidiums des Folketing. Während dieser Zeit war er zwischen 1945 und 1957 außerdem Mitglied des Außenpolitischen Rates (Det Udenrigspolitiske Nævn), 1948 Mitglied der Reichstagsdelegation bei der Round-Table-Konferenz in London zu Südschleswig sowie von 1952 bis 1957 Mitglied des Nordischen Rates. Er fungierte von 1953 bis 1957 als Vorsitzender der Fraktion der Radikale Venstre im Folketing und war zugleich zwischen dem 30. Oktober 1953 und dem 17. Juni 1957 einer der staatlichen Rechnungsprüfer (Statsrevisor), die überwachen, dass die Steuergelder so verwendet werden, wie es das Parlament beschlossen hat, und dass die Gelder so sinnvoll und effizient wie möglich verwaltet werden.
Am 28. Mai 1957 wurde Jørgen Jørgensen zum Bildungsminister in der Regierung Hansen II ernannt und übte dieses Ministeramt auch in der darauf folgenden Regierung Kampmann I (21. Februar bis 18. November 1960) sowie in der Regierung Kampmann II vom 18. November 1960 bis zu seiner Ablösung durch Kristen Helveg Petersen am 8. September 1961 aus. Er engagierte sich ferner als Vorstandsmitglied in der Dänischen Gesellschaft (Det danske Selskab), in der Vereinigung Norden und im „Fonds der Kronprinzessin Ingrid“ und wurde 1954 Mitglied der Nordischen Kulturkommission.

## Veröffentlichung
- Erindringer, Kristeligt Dagblad, 1970, ISBN 877-4-01008-5